# Wagner Santisteban
Wagner Santisteban (São Paulo, 14 de abril de 1983) é um ator brasileiro.

## Biografia
Apesar de muito jovem, o ator já contabiliza 37 anos de carreira, tendo sua vida artística iniciada aos 5 anos de idade, quando acompanhava a irmã e um primo numa seleção de agência, acabou sendo descoberto pela Tia Irany, grande produtora, responsável por produzir grandes artistas. Wagner gravou seu primeiro comercial, onde demonstrava uma marca de shampoo. Ele dançava e cantava, nu, embaixo do chuveiro e todo ensaboado, ao som de um jingle de Eduardo Dusek. Contabilizando mais de 300 comerciais publicitários durante os quatro primeiros anos de carreira, muitos deles premiados, no Brasil e no Exterior. É formado em Cinema na Universidade Estácio de Sá. Altura: 1,80 m.

## Carreira
Sua carreira na televisão começou no SBT, onde participou de um programa de variedades (Programa de Vídeos, em 1992, fazendo parte do júri) e de outros três trabalhos. Éramos Seis onde interpretou um dos protagonistas, o jovem e rebelde Alfredo, a "ovelha negra da família". A novela foi um dos maiores sucessos até os dias de hoje na emissora, e Wagner foi premiado pelo seu sucesso com o personagem. Em Sangue do Meu Sangue onde viveu Ricardo, para o papel, o ator precisou aprender a tocar piano, pois o personagem era um jovem pianista. Além disso, Wagner também teve que utilizar lentes de contato verdes. Em Os Ossos do Barão viveu Ricardo, um jovem jornalista querendo se colocar no mundo como homem e cidadão na década de 1950. Em 1998, Wagner participou do especial de final de ano da dupla Sandy e Junior, na Rede Globo. Seu personagem ‘Teco’ era um garoto pré-adolescente que era pego vendo revistas proibidas para menores. Desta pequena participação, Wagner foi convidado pelos produtores do seriado para permanecer no elenco fixo da atração que entraria em definitivo na grade da Globo em 1999. Basílio da Guia, seu novo personagem no seriado, era, no início, um dos alunos da turma de Sandy e Junior. Tímido, desajeitado, e filho de português, era sempre razão de piada por costumar usar uns termos esquisitos que só seus avós usavam, mas apesar do jeito, Basílio tinha um coração enorme e nessa primeira fase teve dois namoros, com a Bete e com a Bebeu, sendo esse último o que durou mais tempo.
Com as mudanças de fase do Seriado, Basílio foi crescendo na trama, se tornando inclusive um dos personagens mais característicos do seriado. Ganhando mais espaço e agora bem mais descolado, porém nem tão pouco pão duro, o rapaz virou comerciante, e através da sociedade com Sandy e Junior, inaugurou o Detonação, que se tornou o verdadeiro point da galera. Em 2004, ele participou da primeira fase da novela Começar de Novo da Rede Globo, onde viveu Olavinho, jovem delator do romance entre Miguel e Letícia. Em 2005, passou a integrar a nova formação do elenco da novela Malhação, onde criou o carismático Download, personagem que era uma espécie de coringa para o seriado, pois participava de todos os núcleos, do dramático à comédia. Em 2007, integrou o elenco da novela Sete Pecados, onde interpretou Ulisses, personagem do núcleo da gula. Wagner Santisteban teve que engordar mais de 12 kg para compor o personagem, além de usar uma roupa com enchimento. Em 2008 fez participação em dois episódios da série Casos e Acasos, sob a direção de Jaime Monjardim, na Rede Globo.
No ano de 2008 recebe o convite para a apresentação da Abertura Oficial do Granimado, festival de Curtas de Animação, na cidade de Gramado. 
Nos anos de 2009 e 2010 interpretou Anselmo, na novela Caras & Bocas da Rede Globo. Sendo um dos protagonistas da história, o personagem era inspirado no Filme de Charlie Chaplin Luzes da Cidade, Anselmo era um garçom que se apaixonava por Anita, uma moça cega, que foi interpretada por Danieli Haloten, atriz que é realmente cega na vida real. Sendo um desafio e um projeto único na dramaturgia mundial, onde a realidade e a ficção atuavam juntas. O personagem mentia ser rico e bem sucedido, com medo de perder seu amor. Foi um enorme sucesso no Brasil e em varias países onde a novela foi vendida.
Em 2010 foi protagonista do seriado Vendemos Cadeiras do Multishow interpretando o excêntrico Eliezer. 
No ano de 2012, ministrou aulas de interpretação na Oficina de Atores de São José dos Campos. Ainda em 2012 participou da série As Brasileiras no episódio "A indomável do Ceará", sob a direção de Daniel Filho, na Rede Globo. Já nos cinemas poderemos conferir suas participações no longa Metade Sexo, Metade Mussarela do cineasta João Camargo, no ano de 2002. Em 2004 trabalhou como assistente de direção e Plator, em Anfitriões, com direção de Bruno Garotti. Em 2007, interpretou o personagem Lineu (jovem) no filme: A Grande Família - O Filme, sob direção de Maurício Farias. Em 2012, atuou ao lado de Ingrid Guimarães no filme "De Pernas pro Ar 2" sob direção de Roberto Santucci, com o personagem Leozinho. Atuou no ano de 2013 como Thiago, namorado de Clara, interpretado pela atriz Clarice Falcão, no filme Eu Não Faço a Menor Ideia do Que Eu Tô Fazendo Com a Minha Vida sob a direção de Matheus Souza. Em 2015 participa do curta-metragem, com direção e roteiro de Marco Manhães Marins, Chibata, interpretando Dr. Ricardo. Em julho de 2012 o ator assinou contrato com a Rede Record, para integrar o elenco da novela Balacobaco escrita por Gisele Joras. E no ano de 2014 o ator voltou para a Rede Globo fazendo o papel de Lineu jovem em A Grande Família. Em 2015 Interpretou Pérsio na novela Além do Tempo,além de sair em turnê com a peça Aonde Está Você Agora. Em 2017 Interpretou Caio Ribeiro no seriado Prata da Casa para o canal Fox Channel Brasil. 
Ainda em 2017 foi interprete do personagem Anderson Quintino, um deputado evangélico, com caracter desonesto que agiu como um vilão na serie “Natalia 2 “ do canal Universal TV e da TV Brasil.
Em 2017 foi assistente de direção e Assistente de produção do documentário longa musical Orla Mundo, uma produção franco-brasileira.
No ano de 2018, integra o elenco de O Tempo Não Para como o jornalista Pedro Parede. 
No mesmo ano participa do longa metragem O Paciente de Sérgio Rezende, como o personagem Marcos Peres.

## Filmografia

### Televisão
| Ano        | Título               | Personagem              | Nota                                                          |
| ---------- | -------------------- | ----------------------- | ------------------------------------------------------------- |
| 1991–92    | Grande Pai           | Mathias                 |                                                               |
| 1991–92    | Big Domingo          |                         |                                                               |
| 1992–93    | Programa de Vídeos   |                         |                                                               |
| 1993–94    | Domingo Legal        |                         |                                                               |
| 1994       | Éramos Seis          | Alfredo Lemos (jovem)   | Episódios: "9–20 de maio"                                     |
| 1995       | Sangue do Meu Sangue | Ricardo (jovem)         | Episódios: "11–13 de julho"                                   |
| 1997       | Os Ossos do Barão    | Ricardo                 |                                                               |
| 1998–02    | Sandy & Junior       | Basílio da Guia         |                                                               |
| 2004       | Começar de Novo      | Olavo (jovem)           | Episódio: "30 de agosto"                                      |
| 2005–06    | Malhação             | Igor Palma (Download)   | Temporada 12–13                                               |
| 2007       | Sete Pecados         | Ulisses Vieira          |                                                               |
| 2008       | Casos e Acasos       | Michel                  | Episódio: "O Carro"                                           |
| 2008       | Casos e Acasos       | André                   | Episódio: "A Garota"                                          |
| 2008       | Casos e Acasos       | Luciano                 | Episódio: "A Câmera Escondida"                                |
| 2009       | Caras & Bocas        | Anselmo                 |                                                               |
| 2010       | Vendemos Cadeiras    | Eliezer                 |                                                               |
| 2010; 2014 | A Grande Família     | Lineu (jovem)           | Episódio: "O Passado Bate a sua Carteira" Episódio: "O Baile" |
| 2012       | As Brasileiras       | Carlos                  | Episódio: "A Indomável do Ceará"                              |
| 2012       | Balacobaco           | Lucas Sampaio Botelho   |                                                               |
| 2015       | Além do Tempo        | Pérsio Luís Botelho     |                                                               |
| 2015       | Além do Tempo        | Pérsio Felipe das Dores |                                                               |
| 2017       | Natalia              | Anderson Quintino       |                                                               |
| 2017       | Prata da Casa        | Caio Ribeiro            |                                                               |
| 2018       | O Tempo Não Para     | Pedro Parede            |                                                               |
| 2020       | Éramos Seis          | Marcos                  | Episódio: "12 de março"                                       |
| 2022–2023  | O Rei da TV          | Jassa                   |                                                               |

### Cinema
| Ano  | Título                                                          | Personagem    | Notas          |
| ---- | --------------------------------------------------------------- | ------------- | -------------- |
| 2002 | Metade Sexo, Metade Mussarela                                   | André         | Curta-metragem |
| 2004 | Anfitriões                                                      | Gabriel       |                |
| 2007 | A Grande Família - O Filme                                      | Lineu (jovem) |                |
| 2010 | Podia Ser Pior                                                  | Giovani       |                |
| 2012 | De Pernas pro Ar 2                                              | Léozinho      |                |
| 2013 | Eu Não Faço a Menor Ideia do que Eu Tô Fazendo com a Minha Vida | Thiago        |                |
| 2015 | Chibata                                                         | Ricardo       | Curta-metragem |
| 2018 | O Paciente                                                      | Dr. Marcos    | Curta-metragem |
| 2023 | Desapega!                                                       | Rômulo        |                |
| 2023 | O Sequestro do Voo 375                                          | Valente       |                |

## Teatro
| Ano     | Título                                              | Personagem      |
| ------- | --------------------------------------------------- | --------------- |
| 2000    | Tutti-Frutti: O Musical                             | Hélio Presley   |
| 2004    | Diário de Débora                                    | Daniel          |
| 2006    | A Frente Fria Que A Chuva Traz                      | Espeto          |
| 2012    | Rádio Nacional - As Ondas Que Conquistaram o Brasil | Locutor Rogério |
| 2013–14 | Caminhos da Independência                           | D. Pedro I      |
| 2014    | Chapeuzinho Vermelho em: O Valor De Um Sorriso      | Nico            |
| 2015–16 | Aonde Está Você Agora                               | Pedro           |